# Campionati del mondo di ciclismo su strada 2001 - Cronometro femminile Elite
La cronometro femminile Elite dei Campionati del mondo di ciclismo su strada 2001 fu corsa il 10 ottobre 2001 in Portogallo, nei dintorni di Lisbona, su un percorso totale di 19,2 km. L'oro andò alla francese Jeannie Longo, che vinse la gara con il tempo di 29'08"55 alla  media di 39,53 km, l'argento alla svizzera Nicole Brändli e il bronzo alla spagnola Teodora Ruano.

## Classifica (Top 10)
| Pos. | Corridore          | Squadra     | Tempo     |
| ---- | ------------------ | ----------- | --------- |
| 1    | Jeannie Longo      | Francia     | 29'08"55  |
| 2    | Nicole Brändli     | Svizzera    | a 0"41    |
| 3    | Teodora Ruano      | Spagna      | a 44"61   |
| 4    | Rasa Polikevičiūtė | Lituania    | a 46"94   |
| 5    | Judith Arndt       | Germania    | a 55"07   |
| 6    | Mari Holden        | Stati Uniti | a 1'26"00 |
| 7    | Anna Millward      | Australia   | a 1'26"67 |
| 8    | Mirjam Melchers    | Paesi Bassi | a 1'32"52 |
| 9    | Diana Žiliūtė      | Lituania    | a 1'32"79 |
| 10   | Priska Doppmann    | Svizzera    | a 1'40"71 |